# Übigau
Übigau är en stadsdel i Dresden i Sachsen, Tyskland. I Übigau finns ett känt slott som började byggas 1724.
Übigau har en lång industrihistoria. Här tillverkades bland annat Tysklands första ånglok 1839. 1905 blev byn en del av Dresden.